# ¿Qué es el otoño?
¿Qué es el otoño? es una película Argentina filmada en Eastmancolor estrenada el 5 de mayo de 1977. Dirigida por David José Kohon. Escrita por Mario Diament, según un argumento de David José Kohon. Protagonizada por Alfredo Alcón y Dora Baret. Coprotagonizada por Flora Steinberg, Alicia Zanca, Catalina Speroni, María Elena Sardi, Pepe Armil, Roberto Mosca, Luis Corradi y Alejandro Marcial. También, contó con las actuaciones especiales de Fernanda Mistral, Alberto Argibay, Aldo Barbero, Javier Portales y Blackie. Y las presentaciones de los niños Luis Hernández y Sergio Hernández. 
La película fue seleccionada para representar al país en la competencia por el premio Oscar de ese año.

## Sinopsis
La relación amorosa sin compromiso entre una mujer divorciada y un arquitecto fracasado que va destruyendo la autoestima de éste.

## Reparto
Intervinieron en el filme los siguientes intérpretes:
- Alfredo Alcón … Alejandro
- Dora Baret … María Luisa
- Fernanda Mistral
- Alberto Argibay
- Aldo Barbero
- Javier Portales
- Flora Steinberg
- Alicia Zanca
- Catalina Speroni
- Pepe Armil
- Roberto Mosca
- Aldo Braga
- Blackie
- Luis Corradi
- Bernardo Perrone
- Patricio Contreras
- Carlos Calvo
- Marcelo Alfaro
- Horacio Dener
- Juan Alighieri
- Evangelina Massoni
- Graciela Stéfani
- María Elena Sardi
- Enrique Intraub
- Horacio Denci
- Luis Enrique Hernández
- Sergio Hernández
- Ramiro Montes de Oca

## Comentarios
Jorge A. Martín en Cine Argentino ‘77 escribió:

”Fue la crónica de un fracaso… magníficamente narrado, con un perfecto sentido del tempo cinematográfico, que le permitió a Kohon mantener una sólida verificación de sus medios expresivos, motivo por el cual su obra alcanzó un sólido equilibrio de forma y de fondo.”

La Nación opinó:

”Lúcido y riguroso film… Una reflexión honda, bellísima por momentos de la irremisible soledad del hombre ante la nostalgia de la infancia perdida.”

Clarín dijo:

”Más allá de ciertas limitaciones… es una obra atractiva y lúcida, con una expresiva labor de Alfredo Alcón… Estilo formal de atrayente plasticidad, que no obstante no busca el regodeo visual.”

Manrupe y Portela escriben:

”Regreso de Kohon al cine (desde 1970 no filmaba) en una obra reflexiva y amarga. Dedicada a los directores de su generación, es para muchos, una de las mejores películas realizadas durante los años del proceso. Y muy pocas veces revisada.”